# Ao vivo
Ao vivo (português brasileiro) ou em direto (português europeu) é uma expressão utilizada na reportagem, no meio televisivo ou radiofónico para indicar que um programa ou evento está sendo transmitido em tempo real, simultaneamente enquanto ocorre.

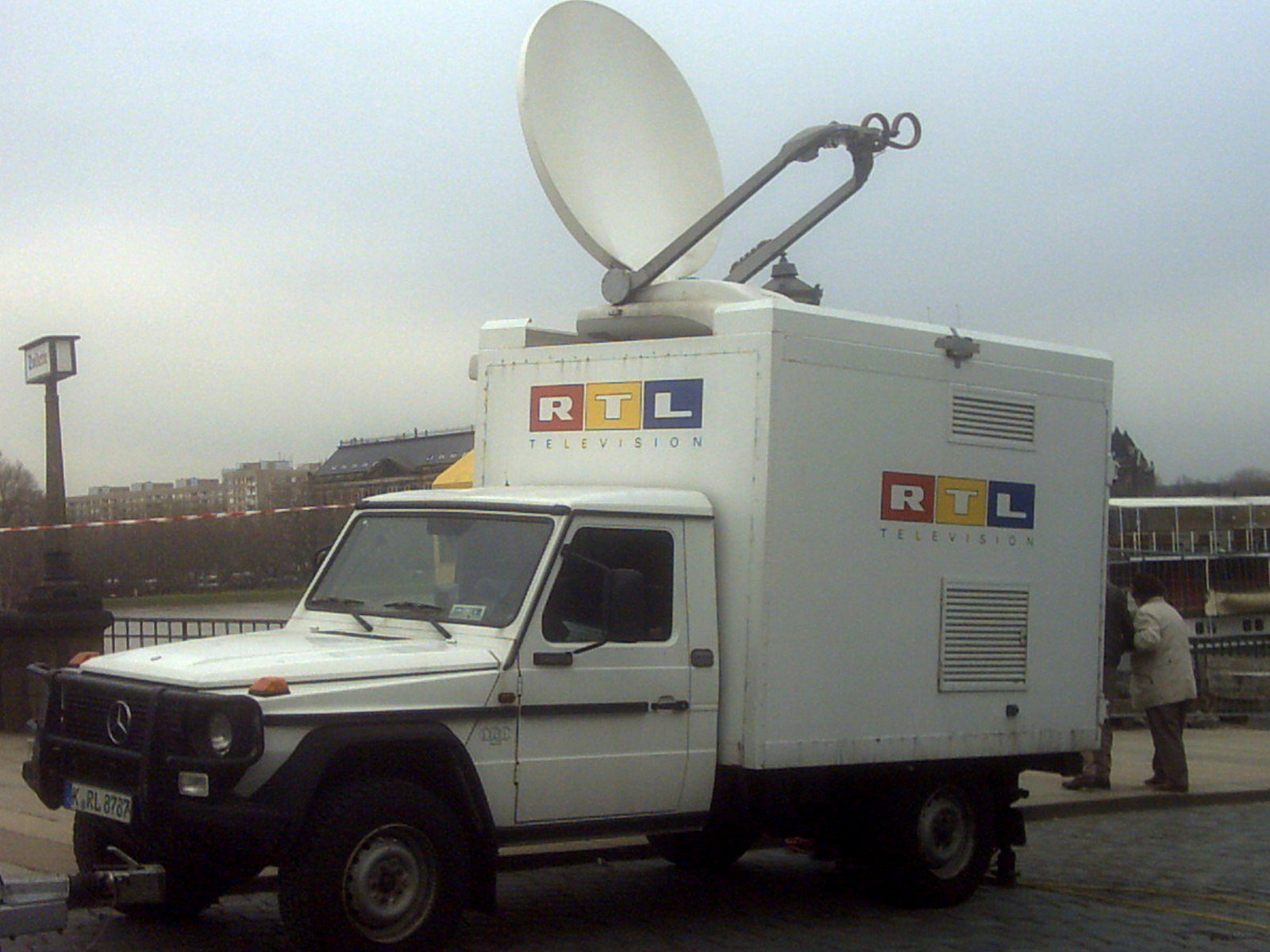
Um satellite truck da estação de TV alemã "RTL Television" em Dresden/Alemanha

O termo ao vivo também é usado para designar quando um concerto de um artista ou de uma banda é gravado com todo o som envolvente, incluindo os aplausos dos espetadores.
Às vezes, algumas emissoras transmitem o evento com um atraso de alguns minutos para poder ter mais controle sobre o conteúdo transmitido, sobretudo após o escândalo que Janet Jackson protagonizou com  Justin Timberlake na transmissão da final da Superbowl em 2004, ver o Escândalo do Super Bowl XXXVIII.
Telejornais, concertos, jogos esportivos e alguns programas de auditório, por exemplo, costumam ser transmitidos ao vivo/direto.
A primeira transmissão musical ao vivo/direto na Europa foi de um recital, em Paris, pelo soprano grego Maria Callas, em 1958.
A primeira transmissão Mundial de TV ao vivo/direto ocorreu no dia 25 de junho de 1967, quando o canal inglês BBC se uniu a um pool de emissoras de 26 países para transmitir uma apresentação do grupo The Beatles gravando ao vivo no Abbey Road Studios a música All You Need Is Love.
No Brasil, a maior parte das emissoras e suas afiliadas passaram a utilizar expressão "ao vivo" em lugar da palavra "vivo", devido ao início das operações da operadora de telefonia móvel Vivo, para evitar que fosse feito algum tipo de marketing indireto para a empresa.
Em Portugal, um dos telejornais da RTP1 incorporou o fato de ser em direto ao próprio nome, se chamando Portugal em Direto.